# Griškabūdis
Griškabūdis is een plaats in het Litouwse district Marijampolė. De plaats telt 1024 inwoners (2001).

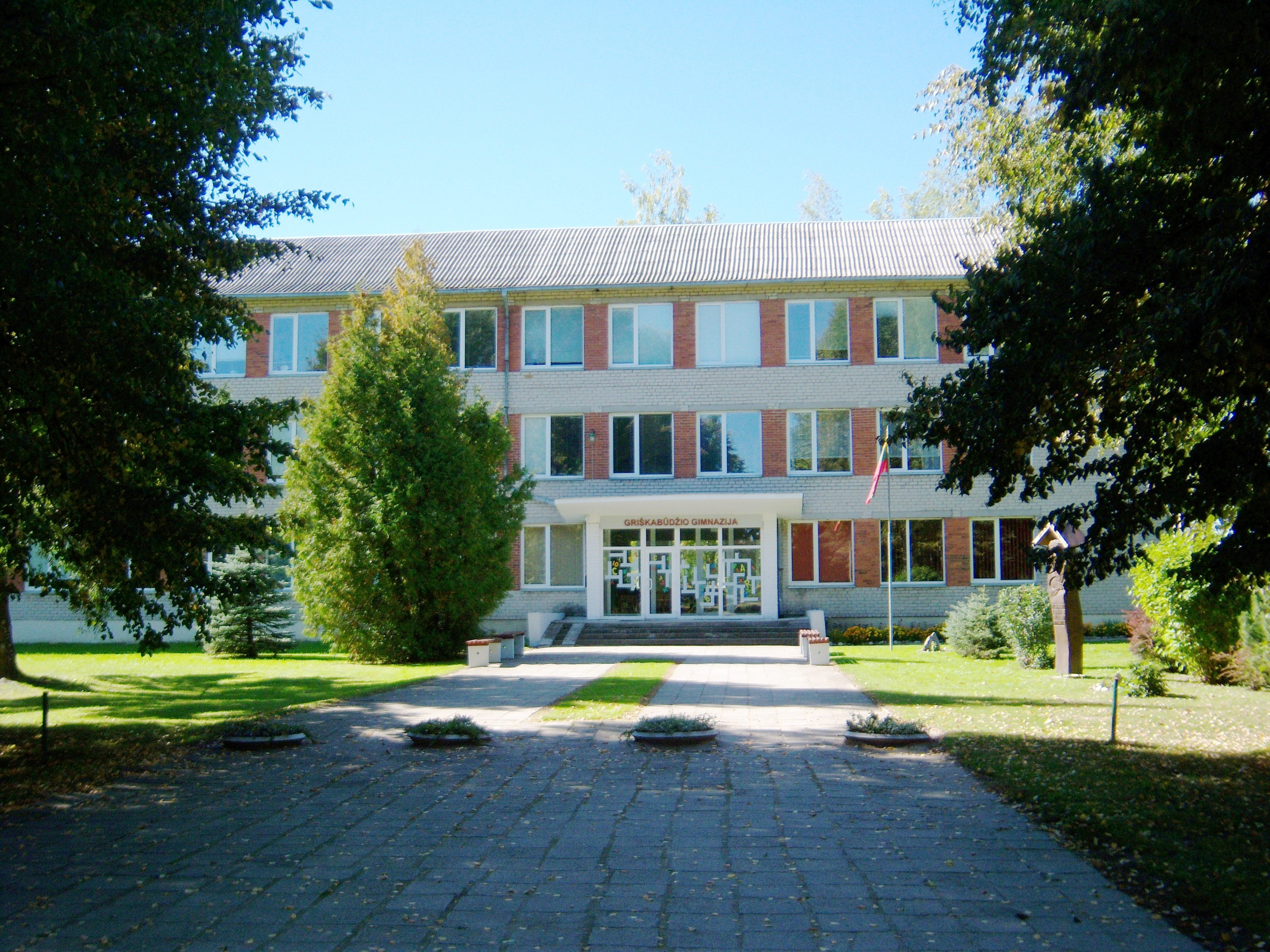
Gymnasium